# Arnaud Petit
Arnaud Petit (* 17. února 1971 Albertville) je bývalý francouzský reprezentant ve sportovním lezení, vicemistr světa, vítěz světového poháru, mistr Evropy a Francie v lezení na obtížnost, na Rock Masteru byl druhý.
Na světových závodech současně lezl také jeho mladší bratr François Petit, mistr světa i Francie, vicemistr Evropy a vítěz světového poháru a také jeho manželka Stéphanie Bodet, vítězka světového poháru a vicemistryně Evropy.

## Výkony a ocenění
- 1994-2000: pět nominací na prestižní mezinárodní závody závody Rock Master v italském Arcu, kde byl jednou druhý
- 1996: jako první přelezl cestu Realization, 8c+ první délku cesty Biographie (9a+)

### Závodní výsledky
| Arco Rock Master | Arco Rock Master | Arco Rock Master | Arco Rock Master | Arco Rock Master | Arco Rock Master |
| Rok              | 1994             | 1995             | 1996             | 1998             | 2000             |
| ---------------- | ---------------- | ---------------- | ---------------- | ---------------- | ---------------- |
| Obtížnost        | 6                | 2                | 6                | 11-12            | 12               |

| Mistrovství světa | Mistrovství světa |
| Rok               | 1995              |
| ----------------- | ----------------- |
| Obtížnost         | 2                 |

| Světový pohár       | Světový pohár            | Světový pohár         | Světový pohár  | Světový pohár | Světový pohár | Světový pohár  | Světový pohár | Světový pohár | Světový pohár    |
| Rok                 | 1992                     | 1993                  | 1994           | 1995          | 1996          | 1997           | 1998          | 1999          | 2000             |
| ------------------- | ------------------------ | --------------------- | -------------- | ------------- | ------------- | -------------- | ------------- | ------------- | ---------------- |
| Obtížnost           | 40                       | 6                     | 6              | 3             | 1             | 2              | 10            | 8-9           | 14               |
| jednotlivě* (3/3/3) | -,28-31,-, 19-21,-,23-25 | 10,9-11,23-24, 8,17,6 | 14,13-14, · 6, | ,9, · ,       | ,,4           | ,7,5, · ,24-25 | 19,, · 37-40  | 10,14, 6,10   | -,4,-, 15-16,5-6 |
| Bouldering          | —                        | —                     | —              | —             | —             | —              | —             | 20            | —                |
| jednotlivě*         | —                        | —                     | —              | —             | —             | —              | —             | -,8,9,-,-,-   | —                |
| Kombinace           | —                        | —                     | —              | —             | —             | —              | —             | 8             | —                |

- poznámka: nalevo jsou poslední závody v roce

| Mistrovství Evropy | Mistrovství Evropy |
| Rok                | 1996               |
| ------------------ | ------------------ |
| Obtížnost          | 1                  |

| Mistrovství Francie | Mistrovství Francie | Mistrovství Francie |
| Rok                 | 1994                | 1995                |
| ------------------- | ------------------- | ------------------- |
| Obtížnost           | 1                   | 1                   |

### Skalní lezení
- 1996: Realization, 8c+/5.14c, Céüse, Francie, první délka
- 1996: Le Bronx, 8c+, Orgon, Francie
- Arcadémicien, 8c, Céüse, Francie
- Dures limites, 8c, Céüse, Francie

### Bouldering
- 8A+